# トミー・ポール

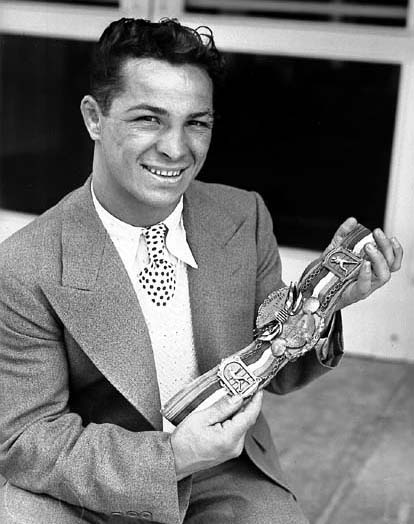
トミー・ポール

トミー・ポール（Tommy Paul、1909年 - 1991年4月28日）は、アメリカ合衆国ニューヨーク州出身の元プロボクサー。元世界フェザー級チャンピオン。

## 略歴
バッファロー生まれ。アマチュアボクシングからキャリアを始めて1927年にプロデビュー。1932年5月26日、ジョニー・ペナに勝ってNBA世界フェザー級チャンピオンと認められる。しかし翌1933年1月13日、シカゴでフレディ・ミラーに判定で敗れ王座を失った。

## 通算戦績
118戦79勝（26KO）28敗10引分け1無効試合